# Carex multicostata
Carex multicostata är en halvgräsart som beskrevs av Kenneth Kent Mackenzie. Carex multicostata ingår i släktet starrar, och familjen halvgräs. Inga underarter finns listade i Catalogue of Life.